# Блиндаж (фильм)
«Блиндаж» — российский фильм 2024 года режиссёра Марка Горобца по сценарию Ильи Куликова.

## Сюжет
2024 год, Донецк. Сергей Игнатов — врач «скорой помощи», он вынужден сталкиваться со смертью и выгорел эмоционально и физически. Фатальное безденежье заставляет Сергея пуститься в авантюру, предложенную немецким другом Паулем, перегонщиком машин из Германии, а попутно скупщиком у «чёрных копателей» артефактов Великой Отечественной войны, которые он незаконно вывозит для продажи в Германию.
Пауль предлагает самим заняться раскопками — поехать в район Саур-Могилы, где, по его данным, есть смятый за один день летом 1941 года немецким танковым прорывом малоизвестный участок обороны, на котором ещё никто не вёл поиски.
Для маскировки на случай их обнаружения охотниками за нелегальными раскопками («пусть лучше думают, что мы реконструкторы, чем чёрные копатели») они переодеваются в советскую военную форму и приступают к поискам, натыкаясь на полуразрушенный блиндаж, забравшись в который, мистическим образом оказываются в 1941 году, в самый разгар ожесточённого боя с немецкими войсками.
Вокруг бьются советские солдаты, чьи имена Пауль видел утром на мемориале, а значит, никто из них не выживет. Пауль понимает, что: «Они все мёртвые! Я среди призраков…». Нужно делать выбор, не раздумывая (живыми тут осталось быть недолго), и немцу Паулю, который оказался тут «чужим среди чужих», в связи с чем приходится принимать сложное решение.

## В ролях
- Александр Метёлкин — Сергей
- Даниэль Литтау — Пауль
- Вероника Мохирева — Света
- Максим Сапрыкин — Денис
- Маргарита Аброськина — Аня
- Игорь Петренко — Кравцов
- Алексей Шевченков — старшина
- Фёдор Лавров — майор Николаев
- Владимир Селезнёв — старший врач
- Сергей Соломин — Егор
- Эльшан Алескеров — Джанибеков
- Михаил Новиков — Бернхард

## Съёмки
Бюджет фильма составил 426 миллионов рублей. Основная часть съёмок фильма прошла летом 2023 года в лесах Псковской области около посёлка Ямм.

## Показ
Трейлер фильма был опубликован 18 января 2024 года. Премьера прошла 16 апреля 2024 года в кинотеатре «Октябрь» в Москве.
В прокат фильм вышел 25 апреля 2024 года, в первый уикенд, занимая вторую строчку кинопроката, заработал 26 миллионов рублей, а уже к 1 мая, сдвинувшись на четвёртую строчку, собрал кассу в 50 миллионов рублей. 
Первоначально эксперты издания «Бюллетень кинопрокатчика» прогнозировали фильму сборы в 80 миллионов рублей, но результат оказался выше ожидания: за месяц кинопроката (25.04.2024 — 26.05.2024) фильм посмотрели 332 461 зрителей, итоговые общие кассовые сборы составили 107 612 862 рублей ($1 163 257).

## Рецензии
- Павел Садков — Русский и немец против нацистов: рецензия на фильм «Блиндаж» // Комсомольская правда, 22 апреля 2024
- Елена Садкова — «Они все мертвые!». Каким получился новый фильм о войне «Блиндаж» // Аргументы и факты, 25 апреля 2024
- Анастасия Петракова — Здесь птицы не поют… Премьера фильма «Блиндаж» в Смоленске // Рабочий путь, 5 мая 2024
- Ольга Петрова — «Блиндаж»: очередная фантастическая история о войне // Советская Чувашия, 7 мая 2024
- Эрик Кауфман — Двое из будущего, или Этого боя нет в истории // Петербургский телезритель, 8 мая 2024
- Вячеслав Иванов — Отзыв о фильме «Блиндаж»: как русский и немец из нашего времени отправились в 1941 год // Блокнот.ру, 25 апреля 2024
- Георгий Фадин — «Блиндаж» — неэпичный провал // РИА «Кузбасс», 27.04.2024